# 君島和彦
君島 和彦 （きみしま かずひこ、1945年(昭和20年)- ）は、日本の歴史学者。東京学芸大学名誉教授。元ソウル大学教授。専門は日本近代史。

## 人物
- 栃木県塩谷郡箒根村（現那須塩原市）に生まれる。東京教育大学卒業。大学時代は筑波移転問題の最中で、大学の自治・民主主義などの問題に直面した。大学院では主に家永三郎教授、大江志乃夫教授の授業に出席した。東京学芸大学に職を得てから家永三郎を原告とする「教科書裁判」支援運動に参加した。歴史学、教育学、法律学を学ぶ。1990年から日韓合同歴史教科書研究会に参加。日本と韓国の歴史教科書を分析した。その後も韓国との歴史教育交流に参加し、1997年から東京学芸大学とソウル市立大校校を中心とした歴史教育研究会で日韓歴史共通教材の作成に努力。2007年に日本と韓国で同時に『日韓歴史共通教材　日韓交流の歴史　先史から現代まで』（明石書店）を刊行した。1996年にソウル市立大学に留学。2009年からソウル大学校師範大学に勤務した。日本学術会議連携会員（2014～2023年）、日本歴史学協会常任委員(2015年～2024年)などを歴任した

## 略歴
- 1945年 - 栃木県箒根村（現：那須塩原市）にて生まれる
- 1969年 - 東京教育大学文学部史学科（日本史学専攻）卒業
- 1977年- 同博士課程単位取得
- 1997年-東京学芸大学教育学部助教授、教授
- 2009年- ソウル大学歴史教育科正教授
- 2010年- ソウル大学歴史教育科正教授定年退職

## これまでの役職
- 「子供と教科書全国ネット21」の代表委員
- 埼玉県立所沢高等学校PTA会長（1999年）

## 著書

### 単著
- 『教科書の思想 日本と韓国の近現代史』 （すずさわ書店, 1996）
- 『日韓歴史教科書の軌跡 歴史の共通認識を求めて』すずさわ書店 2009

### 共編著
- 『朝鮮・韓国は日本の教科書にどう書かれているか』坂井俊樹共編著　梨の木舎,1992/1996
- 『韓国 ソウル・ソウル郊外・江華島・堤岩里・天安』坂井俊樹,鄭在貞共著 梨の木舎, 1999
- 『日韓歴史共通教材　日韓交流の歴史　先史から現代まで』（共著）明石書店　2007
- 『歴史教育から「社会科」へ 現場からの問い』編 東京堂出版 2011
- 『近代の日本と韓国「された側」からの視座』編　東京堂出版　2014

## 翻訳
- 『韓国の歴史　国定韓国高等学校歴史教科書』大槻健,申奎燮共訳（明石書店, 2000）
- 李元淳,鄭在貞,徐毅植『若者に伝えたい韓国の歴史 共同の歴史認識に向けて』國分麻里,手塚崇共訳 明石書店 2004
- 平壌第三公立中学校総同窓会校史編纂委員会編 李元淳ほか『平壌三中学窓の追遠史 : 朝鮮植民地時代末期の中学校の教育記録』

監訳 秋岡あや,野木香里,山口公一訳 明石書店, 2010